# Pré-Sal Petróleo S.A.
A Pré-Sal Petróleo (Empresa Brasileira de Administração de Petróleo e Gás Natural S.A. - Pré-Sal Petróleo S.A (PPSA)) é uma empresa pública, criada oficialmente em 1 de agosto de 2013 pelo Decreto nº 8.063/2013 para gerenciar as negociações, a exploração e a produção de petróleo e gás no Polígono do Pré-Sal e as áreas consideradas estratégicas.

## Histórico

### Antecedentes
Com a descobertas das grandes reservas petrolíferas no campo de Tupi, na Bacia de Santos, localizada na camada do pré-sal, em novembro de 2007, alguns setores da sociedade brasileira chegaram a defender que a Petrobras tivesse exclusividade na gestão e exploração dos campos, mas o governo afirmou que isto seria inviável no novo modelo de partilha de produção, pois existe uma grande participação de capital privado na empresa e o risco de esta tornar-se poderosa demais.
Em 31 de agosto de 2009 a Comissão Interministerial que fora formada para elaborar as modificações a serem feitas para a exploração do Pré-Sal apresentou quatro projetos de lei para o marco regulatório. Dos quatro projetos sugeridos pela comissão, o Congresso Nacional os transformou em três leis. Um dos projetos estabeleceu o regime de partilha na exploração do pré-sal e criava um fundo social. O segundo criou a PPSA para gerir os excedentes de óleo do regime de partilha. A terceira lei foi a 12.276/10, que criava o regime da cessão onerosa e por meio da qual a União cedia à Petrobras os direitos de exploração em áreas não concedidas do pré-sal no limite de cinco bilhões de barris de petróleo.

### Pré-Sal Petróleo S.A. (PPSA)
Sua criação foi autorizada através da Lei nº 12.304, de 2 de agosto de 2010, após a aprovação do Projeto de Lei da Câmara (PLC) 309/09 pelo plenário do Senado, em 7 de julho de 2010. A criação da empresa se deu em 1º de agosto de 2013 pelo Decreto nº 8.063/2013.
Embora a lei que autorizasse sua criação tenha sido sancionada na administração do presidente Luiz Inácio Lula da Silva em agosto de 2010, não passou a funcionar imediatamente a espera de um decreto presidencial definisse o seu estatuto, número de empregados e custo operacional. Em agosto de 2013 a Presidente Dilma Roussef assinou o decreto para a criação da PPSA.Segundo fontes do governo, além da criação da PPSA, era preciso a aprovação também do projeto de lei sobre a divisão entre os entes da Federação (União, Estados, Municípios Distrito Federal), dos royalties provenientes da exploração do petróleo.
Dois meses após a criação da empresa, a Presidente Dilma Rousseff nomeou o engenheiro Oswaldo Pedrosa para presidir a companhia.
Por meio da Lei  13.679/2018, foi permitida a venda direta de petróleo do pré-sal pela Pré-Sal Petróleo S/A (PPSA). Anteriormente, era necessária a contratação de agentes de comercialização para a venda do petróleo da União.
Inicialmente denominada de Petro-Sal, a empresa teve o nome alterado, por já existir uma empresa privada com essa denominação.

## Atividades
Segundo a lei que a criou, a PPSA tem por objetoː
- gestão dos contratos de partilha de produção, celebrados pelo Ministério de Minas e Energia;[18]
- gestão dos contratos para a comercialização de petróleo, de gás natural e de outros hidrocarbonetos fluidos da União;[18]
- representação da União nos acordos de individualização da produção que envolvam áreas não contratadas[18]

Ainda conforme a lei, a PPSA não é responsável pela execução, direta ou indireta, das atividades de exploração, desenvolvimento, produção e comercialização de petróleo, de gás natural e de outros hidrocarbonetos fluidos.

### Regime de partilha
No regime de partilha de produção, a União participa, sem investir ou correr risco, da atividade de exploração e produção, mas atuando na regulação e fiscalização. No leilão de oferta dos blocos, o bônus é fixo, sendo vencedor o consórcio ou empresa que oferecer à União o maior percentual de excedente da produção de petróleo e gás natural. O sistema de partilha foi adotado no Polígono do Pré-Sal em razão de as suas reservas serem consideradas de baixo risco exploratório e de elevados potenciais.
Em 2013, o Contrato de Libra foi o primeiro a ser assinado, sendo resultado da 1ª Rodada de Partilha de Produção promovida pela Agência Nacional de Petróleo, Gás e Biocombustíveis (ANP).
Até 2023, a PPSA havia assinado 19 contratos em regime de partilha, dos quais sete estavam em produção: Mero (Libra), Entorno de Sapinhoá, Tartaruga Verde Sudoeste, Búzios, Sépia, Atapu e Itapu.

### Comercialização
A comercialização do petróleo e gás natural da União pode ser realizada de duas formasː diretamente, preferencialmente por leilão; ou por meio da contratação de um agente comercializador.
O 1º leilão de petróleo da União foi promovido pela PPSA em 30 de maio de 2018, na Bolsa de Valores de São Paulo (B3), para venda  de 500 mil barris de petróleo proveniente da Área de Desenvolvimento de Mero (Contrato de Partilha de Libra) e dos Campos de Tupi e Sapinhoá, na Bacia de Santos. 
Em 2022, a PPSA comercializou R$ 4,68 bilhões em óleo e R$ 31,4 milhões em gás natural.
A arrecadação da PPSA para a União em 2023 foi de R$ 6,02 bilhões. 
Em 2024, a PPSA arrecadou R$ 10,32 bilhões com a comercialização das parcelas de petróleo e gás natural da União em cinco contratos de partilha de produção e no acordo de individualização de produção de Tupi. 

### Acordos de Individualização da Produção
Os Acordos de Individualização da Produção viabilizam por meio de um projeto único o desenvolvimento da produção de uma jazida cujos limites se estendam além das áreas contratadas por concessão, cessão onerosa ou de partilha de produção que pertençam a operadores diferentes ou por áreas ainda não contratadas. Desse modo, evita-se a produção predatória da jazida, permitindo o compartilhamento de custos entre os titulares de direitos sobre as áreas e a otimização de investimentos a serem realizados.
Até 2023, a PPSA havia celebrado dez acordos desse tipo. 